# Josefina Bueno
Josefina Antonia Bueno Alonso (Vanves, Francia, 14 de octubre de 1966) es una filóloga y política española nacida en Francia y actual Consejera de Innovación, Universidades, Ciencia y Sociedad Digital de la Generalidad Valenciana. Hasta 2022 fue senadora por designación de las Cortes Valencianas del PSOE donde presidió la Comisión de Igualdad.

## Biografía
Se licenció y doctoró en Filosofía y Letras por la Universidad de Murcia. Desde 1992 es profesora de filología francesa. en la Universidad de Alicante, donde también ejerció de vicerrectora de Extensión Universitaria. Entre sus estudios de investigación destaca los realizados sobre las relaciones entre intelectuales de ambas orillas del Mediterráneo, así como el papel de la lengua española como idioma de creación literaria en el continente africano.
Dirigió la biblioteca africana de la Biblioteca Virtual Miguel de Cervantes. Además ha realizado estudios sobre feminismo y teoría del género. De junio de 2015 hasta junio de 2019, fue directora general de Universidad, Investigación y Ciencia de la Consejería de Educación de la Generalidad Valenciana. Es colaboradora en medios de comunicación, en los que publica artículos de opinión.
Desde 2019 hasta 2022 fue Senadora en las Cortes Generales por designación de las Cortes Valencianas en la XIII Legislatura, siendo presidenta de la Comisión de Igualdad y vocal de la Comisión Mixta de Control Parlamentario de la Corporación RTVE y de la Comisión Mixta para la Unión Europea.
El día 14 de mayo de 2022 fue nombrada Consejera de Innovación, Universidades, Ciencia y Sociedad Digital de la Generalidad Valenciana, cargo que desarrolla en la actualidad.